# Municipio de Washington (condado de Buena Vista)
El municipio de Washington (en inglés: Washington Township) es un municipio ubicado en el condado de Buena Vista en el estado estadounidense de Iowa. En el año 2010 tenía una población de 514 habitantes y una densidad poblacional de 5,71 personas por km².

## Geografía
El municipio de Washington se encuentra ubicado en las coordenadas 42°41′44″N 95°13′13″O / 42.69556, -95.22028. Según la Oficina del Censo de los Estados Unidos, el municipio tiene una superficie total de 90.03 km², de la cual 89,98 km² corresponden a tierra firme y (0,06 %) 0,05 km² es agua.

## Demografía
Según el censo de 2010, había 514 personas residiendo en el municipio de Washington. La densidad de población era de 5,71 hab./km². De los 514 habitantes, el municipio de Washington estaba compuesto por el 96,5 % blancos, el 0,19 % eran afroamericanos, el 0,78 % eran asiáticos, el 1,75 % eran de otras razas y el 0,78 % eran de una mezcla de razas. Del total de la población el 2,92 % eran hispanos o latinos de cualquier raza.